# Japanska trešnja
Japanska trešnja (orijentalna trešnja, istočno-azijska trešnja, lat. Prunus serrulata), jedna od 353 biljnih vrsta roda Prunus podrijetlom iz Kine, uvezena u Koreju, neke države SAD-a i Japan. U Japanu postaje simbol dolaska proljeća, tradicionalnog praznika Sakura.
Japanska trešnja naraste od 10 do najviše 25 metara. Stablo ima koru smeđe ili smeđesive boje, bijelih je ili ružičastih, nježnih cvjetova, dok su rubovi listova nazubljeni, pa joj otuda i ime serrulata (nazubljen).
Japanska trešnja danas se uzgaja po mnogim krajevima kao ukrasno drvo u parkovima i vrtovima, a razvio se velik broj formi, a postoje dvije podvrste

## Podvrste
1. Prunus serrulata f. spontanea (E.H.Wilson) Chin S.Chang[2]
2. Prunus serrulata var. pubescens (Makino) Nakai[2]

## Vanjske poveznice
|  | Zajednički poslužitelj ima još gradiva o temi Prunus serrulata |
|  | Wikivrste imaju podatke o taksonu Prunus serrulata             |